# Lista de monumentos e memoriais LGBT

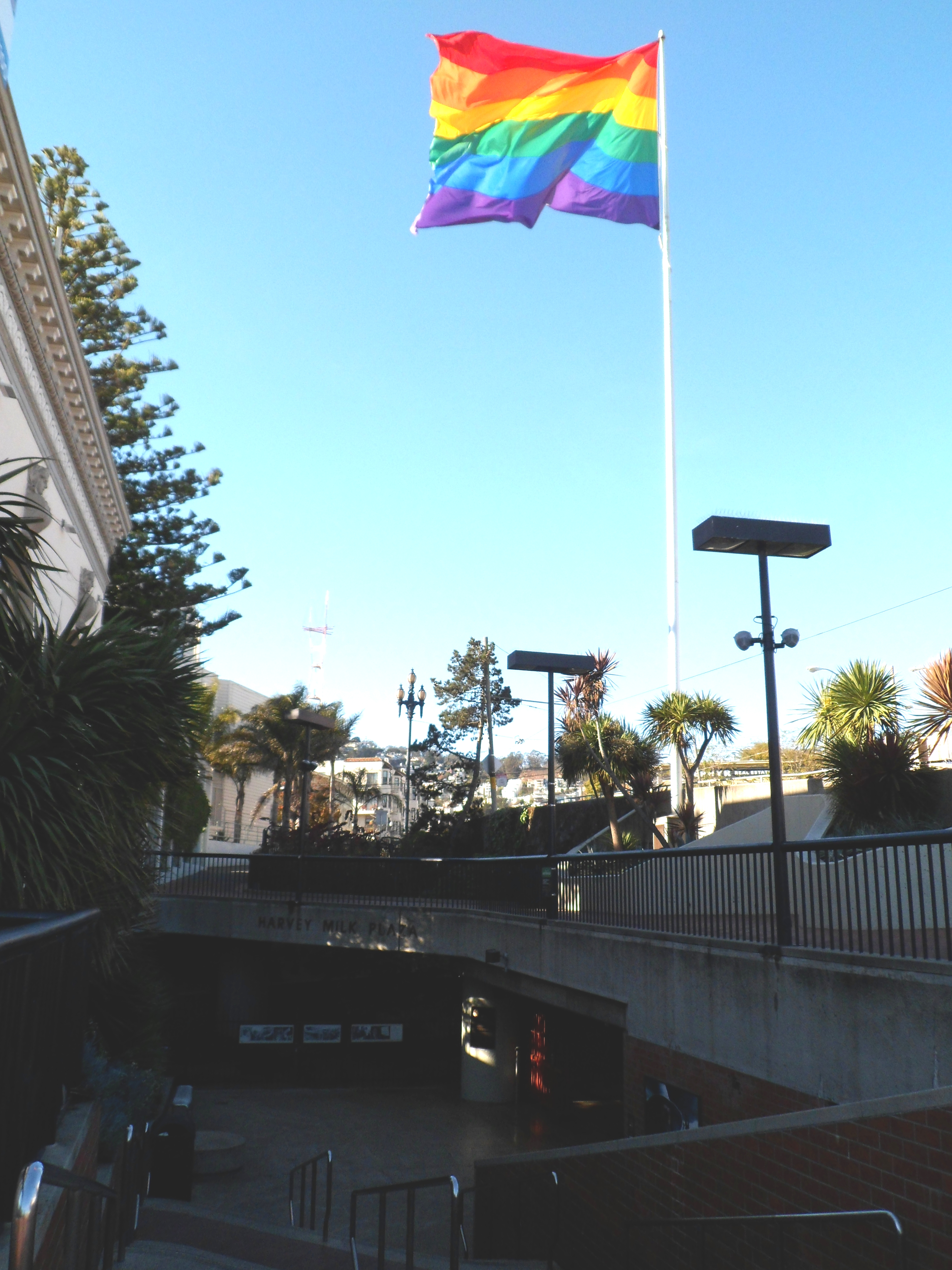
Harvey Milk Plaza, São Francisco

A seguir está uma lista de monumentos e memoriais LGBT :

## Américas

### Brasil
- Meu Coração Bate Como o Seu, Escultura na Praça da República, 2018, São Paulo

### Canadá
- Cerejeiras no Devonian Harbour Park plantados em 1985, solenizados em 2019 com uma placa reconhecendo-os como um dos primeiros memoriais da AIDS no mundo[1]
- Jim Deva Plaza, Vancouver ; lançado em 2016 [2]
- Monumento Nacional LGBTQ2+ em Ottawa ; em desenvolvimento, com lançamento previsto para 2025 [3]
- Parc de l'Espoir em Montreal; homenageia os membros da comunidade que morreram de HIV/AIDS [4]
- Estátua de Alexander Wood em Toronto dedicado em 2005, destruído em 4 de abril de 2022 [5]
- Toronto AIDS Memorial, Toronto; lançado em 1993
- Vancouver AIDS Memorial, Vancouver; lançado em 2004

### Chile
- Memorial por la Diversidad de Chile, em Santiago do Chile, 2014.

### Uruguai
- Plaza de la Diversidad Sexual, 2014, Ciudad Vieja, Montevidéu

### Estados Unidos

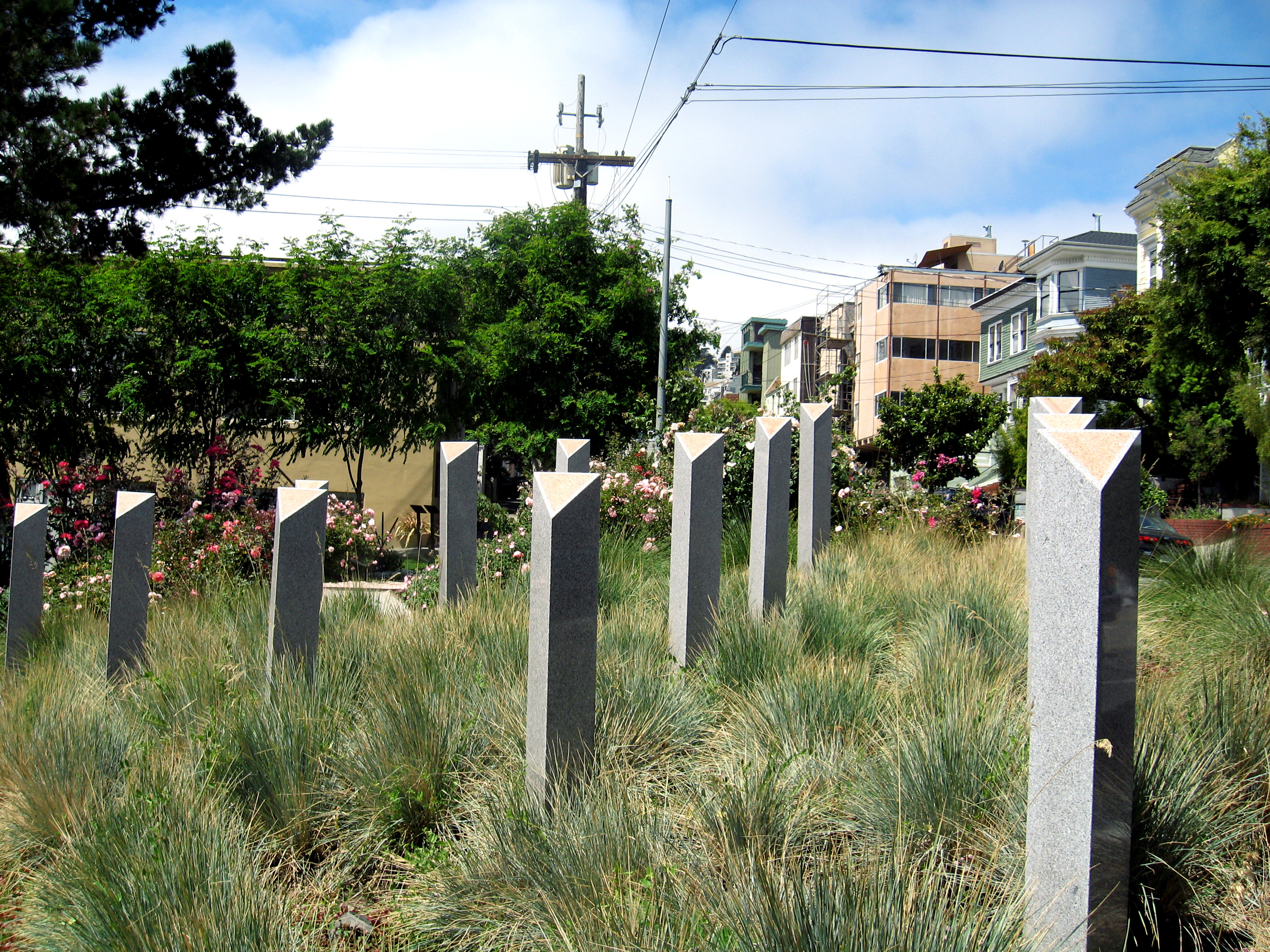
Parque Triângulo Rosa, São Francisco

- Memorial dos Veteranos LGBTQ da Califórnia, Desert Memorial Park, Cathedral City
- Harvey Milk Plaza, São Francisco
- Mattachine Steps, Los Angeles, Estados Unidos;[6] dedicado em 7 de abril de 2012 [7]
- Matthew Shepard Human Rights Triangle, Crescent Heights Boulevard e Santa Monica Boulevard, West Hollywood ; nomeado para Matthew Shepard, e dedicado em abril de 1999 [8]
- National AIDS Memorial Grove em São Francisco
- Parque Triângulo Rosa em São Francisco
- Pulse Memorial and Museum em Orlando
- Legacy Walk em Chicago
- Jardim Memorial Transgênero em Saint Louis
- Memorial LGBTQ, Hudson River Park (West Village), Nova York; inaugurado em julho de 2018; artista Anthony Goicolea
- Monumento da Libertação Gay em Manhattan
- Uma carta de amor para Marsha em Manhattan
- Marsha P. Johnson Memorial Fountain em Hudson River Park (West Village) em Manhattan
- Monumento Nacional de Stonewall em Manhattan
- Marcador histórico de Natalie Clifford Barney, Dayton ; dedicado em 2009 [9]
- Nunca desvie o olhar em Portland
- John Fryer Marker, 13th & Locust Streets na Filadélfia
- Marcador histórico de protestos de Dewey's, ruas 17 e Saint James na Filadélfia
- Edith Windsor Historical Marker, 13th & Locust Streets na Filadélfia
- Giovinni's Room, 345 S. 12th Street na Filadélfia
- Gloria Casarez Marker na Filadélfia
- Marcador do dia do lembrete na Filadélfia
- Richard Schlegel Marker em Harrisburg
- Iniciativas LGBT da Administração Shapp em Harrisburg
- Penny Campbell Historical Marker, 1600 McEwen Avenue, Nashville; nomeado em homenagem ao ativista LGBT, dedicado em 2017 [10]
- The Jungle and Juanita's Historical Marker, Seventh Avenue e Commerce Street em Nashville; em homenagem a dois bares frequentados por gays nas décadas de 1960-1980, invadidos pela polícia em 1963; dedicado em 2018 [11]
- Dr. Franklin E. Kameny House, 5020 Cathedral Avenue em NW. A casa do ativista gay Frank Kameny, listada no Registro Nacional de Lugares Históricos [12]
- Monumento do Golfinho Rosa na Ilha de Galveston

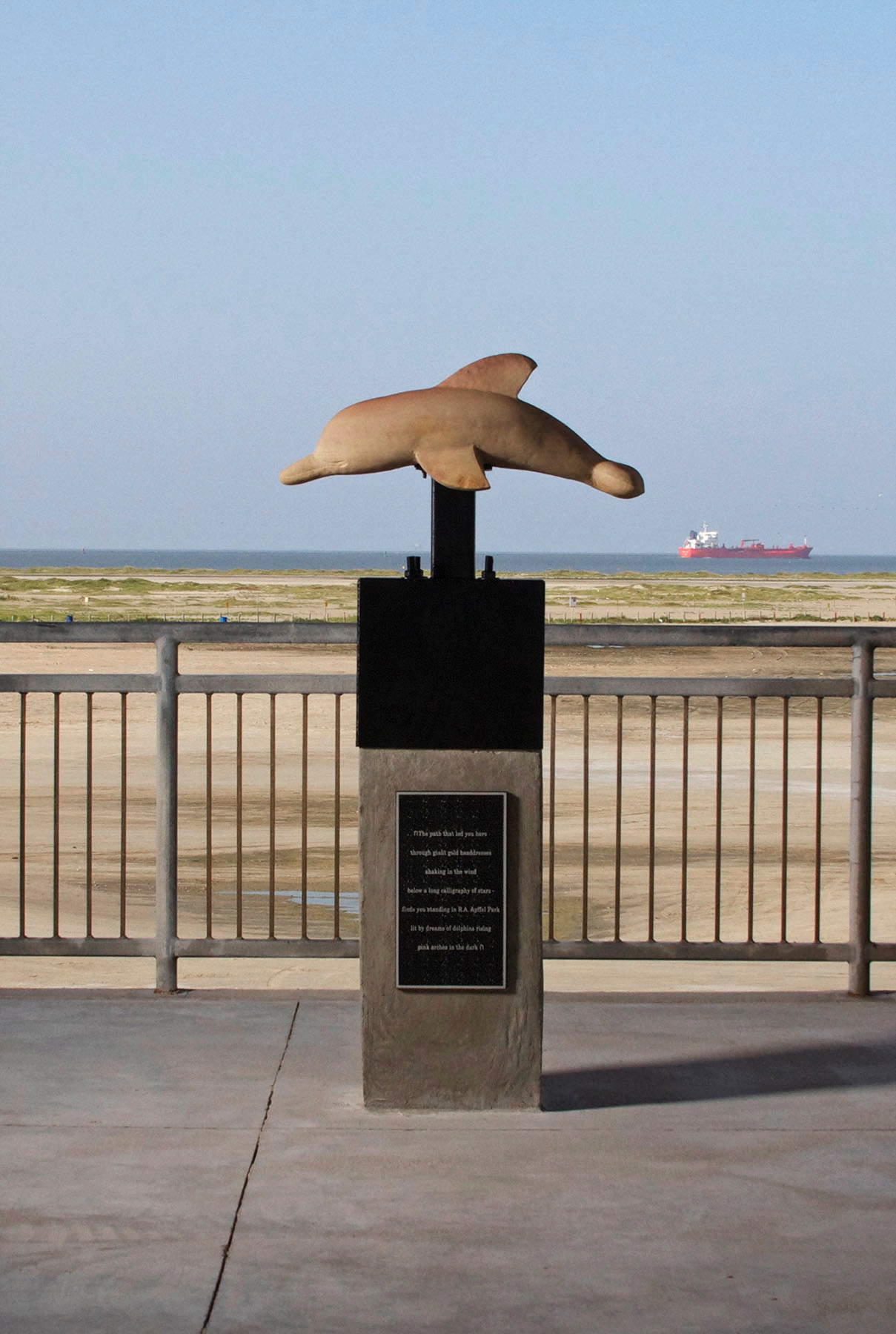
Monumento ao Golfinho Rosa, 2014

## Europa

### Bélgica
- Minha mitologia gay - um monumento para todos, Bruxelas, 2007
- Regenboogmonument, Antuérpia, 2015

### Alemanha
- Frankfurter Engel, Frankfurt, 1994
- Memorial às vítimas gays e lésbicas do nacional-socialismo, Colônia, 1995
- Memorial aos homossexuais perseguidos pelo nazismo, Berlim, 2008

### Os Países Baixos
- homomonumento

### Reino Unido
- Memorial LGBT, Centro Nacional do Holocausto, Laxton, Nottingamshire, Inglaterra
- Alan Turing Memorial, Manchester, Inglaterra
- Estátua de Alan Turing, Bletchley Park, Inglaterra

### França
- Les Marches de la Fierté, Nantes [13]

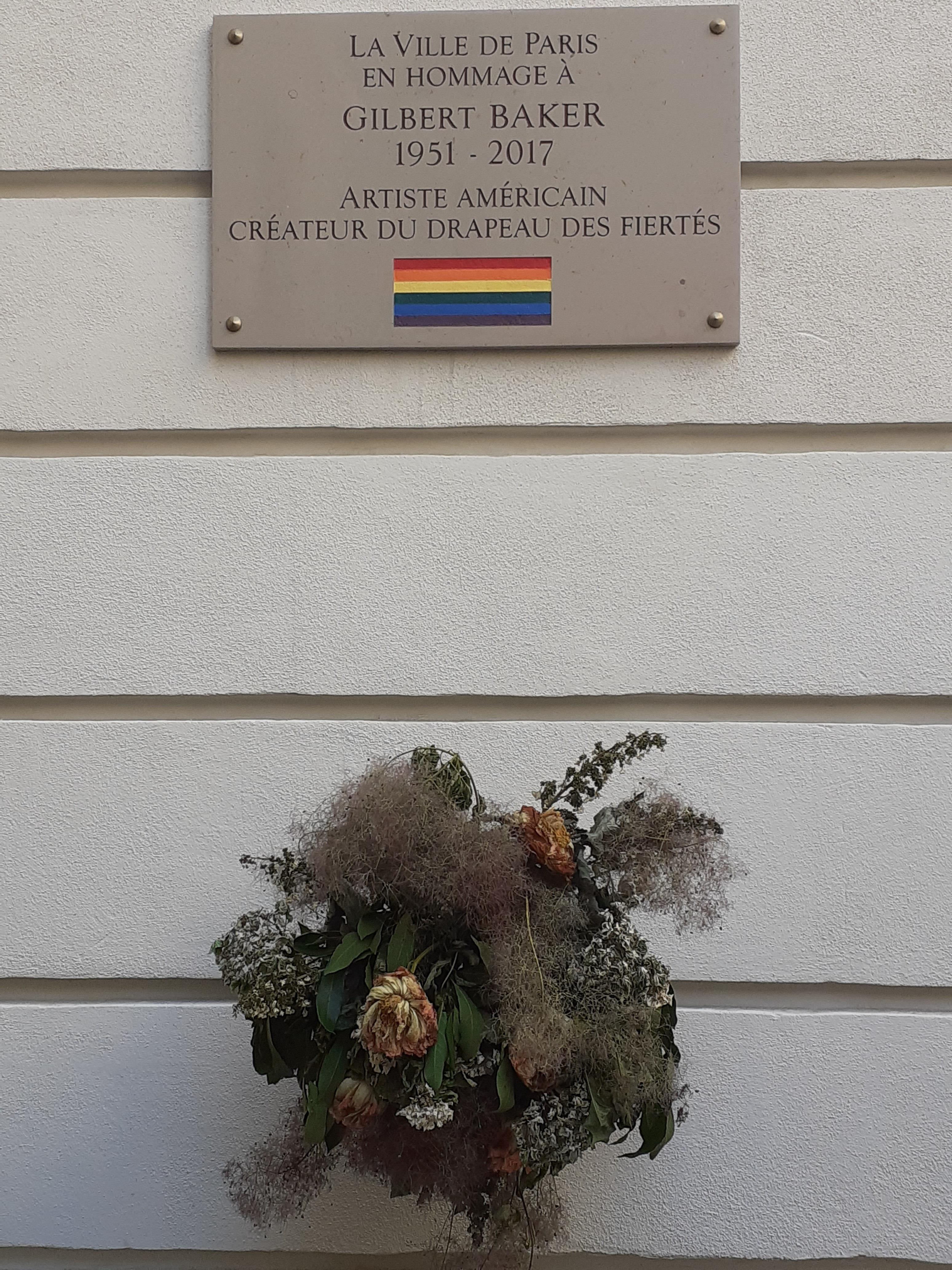
Memorial oficial francês para Gilbert Baker, Place des Emeutes de Stonewall. Paris, Le Marais, França.

- O Conselho de Paris nomeou, por unanimidade, praças, jardins e ruas com nomes de heróis LGBT: place Harvey-Milk, rue Pierre-Seel, place Ovida-Delect, Federico García Lorca Garden (Paris), jardin Marie Thérèse-Auffray, rue Eva-Kotchever, Mark Ashton Garden, passeio Coccinelle, ou eventos como Stonewall Riots Square [14]
- Uma placa comemorativa, situada na rue Montorgueil em Paris, homenageia o casal Jean Diot e Bruno Lenoir ; os dois homens foram as últimas pessoas executadas na França como punição por homossexualidade em 1750 [15]

### Espanha
- Escultura al colectivo homossexual, Sitges
- Monolito en memoria a las personas represaliadas por el franquismo por su opción sexual, Durango
- Monumento en memoria de los gais, lesbianas y personas transexuais represaliadas, Barcelona
- Glorieta de la transexual Sònia, Barcelona
- Placa homenaje a los homossexuais encarcerados en la cárcel de Huelva, Huelva
- Praça de Pedro Zerolo, Madri [16]
- Monumentos da Colonia Agrícola Penitenciaria de Tefía, Fuerteventura

## Austrália

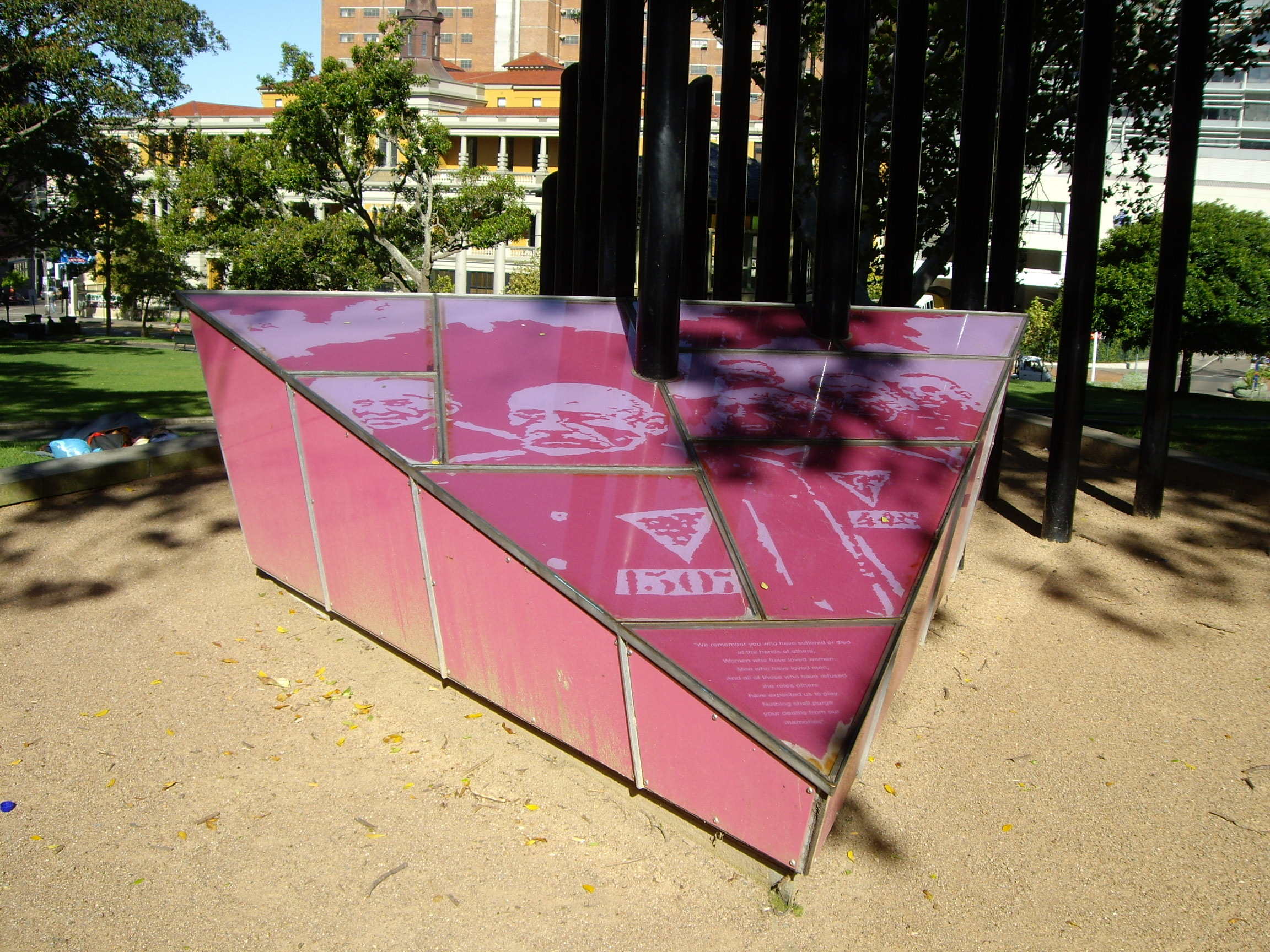
Memorial do Holocausto Gay e Lésbico de Sydney

- Memorial do Holocausto Gay e Lésbico de Sydney

## Ásia

### Israel
- Memorial do Holocausto Gay e Lésbico de Tel Aviv